# Episodi di Nabari
Questa è la lista degli episodi di Nabari, serie televisiva anime tratta dall'omonimo manga di Yūki Kamatani.
La serie è stata trasmessa per la prima volta in Giappone a partire dal 6 aprile 2008 su TV Tokyo. Sono stati prodotti 26 episodi. L'anime in Italia viene trasmesso da MTV Italia nella rubrica dell'Anime Night alle ore 21, anche se dal 27 dicembre 2008 la prima visione dell'episodio è stata spostata al sabato pomeriggio a causa di cambi nel palinsesto dovuti al Natale, e nell'Anime Night veniva trasmessa la replica; il primo episodio è andato in onda il 28 ottobre 2008.

## Lista episodi
| Nº | Titolo italiano Giapponese 「Kanji」 - Rōmaji                            | In onda           | In onda          |
| Nº | Titolo italiano Giapponese 「Kanji」 - Rōmaji                            | Giapponese        | Italiano         |
| 1  | Colui che si risveglia 「目醒めるもの」 - Mezameru mono                  | 6 aprile 2008     | 28 ottobre 2008  |
| 2  | Arriva Raimei 「雷鳴、来る」 - Raimei, kitaru                            | 13 aprile 2008    | 4 novembre 2008  |
| 3  | L'assalto 「襲撃」 - Shūgeki                                             | 20 aprile 2008    | 11 novembre 2008 |
| 4  | L'annuncio di una missione 「任務言渡」 - Ninmu iiwatashi                | 27 aprile 2008    | 18 novembre 2008 |
| 5  | Desideri 「慾」 - Yoku                                                   | 4 maggio 2008     | 25 novembre 2008 |
| 6  | La scelta 「選択」 - Sentaku                                             | 11 maggio 2008    | 2 dicembre 2008  |
| 7  | La decisione del cuore 「決する心」 - Kessuru kokoro                     | 18 maggio 2008    | 9 dicembre 2008  |
| 8  | Il pensiero che si trasmette 「伝わる心」 - Tsutawaru kokoro             | 25 maggio 2008    | 16 dicembre 2008 |
| 9  | Preludio 「前奏曲」 - Zensō kyoku                                        | 1º giugno 2008    | 27 dicembre 2008 |
| 10 | Polka: Raimei e Raiko 「ポルカ・雷鳴と雷光」 - Poruka ・ Raimei to Raikō | 8 giugno 2008     | 10 gennaio 2009  |
| 11 | Chiamata alla ribalta 「カーテンコール」 - Kāten kōru                    | 15 giugno 2008    | 17 gennaio 2009  |
| 12 | Volontà 「意思」 - Ishi                                                  | 22 giugno 2008    | 24 gennaio 2009  |
| 13 | Una scuola che non dorme 「眠らぬ学舎」 - Nemuranai manabiya             | 29 giugno 2008    | 31 gennaio 2009  |
| 14 | Notte fonda 「夜の底」 - Yoru no soko                                    | 6 luglio 2008     | 7 febbraio 2009  |
| 15 | Separazione al mattino 「別れの朝」 - Wakare no asa                      | 13 luglio 2008    | 14 febbraio 2009 |
| 16 | Visitatori venuti da lontano 「遠来の客」 - Enrai no kyaku               | 20 luglio 2008    | 21 febbraio 2009 |
| 17 | Il momento del crollo 「決壊の時」 - Kekkai no toki                      | 27 luglio 2008    | 28 febbraio 2009 |
| 18 | La voce che chiama 「呼ぶ声」 - Yobu koe                                 | 3 agosto 2008     | 7 marzo 2009     |
| 19 | Il profilo dello Shinigami 「死神の横顔」 - Shinigami no yokogao         | 10 agosto 2008    | 14 marzo 2009    |
| 20 | A Togakushi 「戸隠へ」 - Togakushi e                                     | 17 agosto 2008    | 21 marzo 2009    |
| 21 | Ambizione 「野望」 - Yabō                                                | 24 agosto 2008    | 28 marzo 2009    |
| 22 | Chaos 「混沌」 - Konton                                                  | 31 agosto 2008    | 4 aprile 2009    |
| 23 | Attivazione 「発動」 - Hatsudō                                           | 7 settembre 2008  | 11 aprile 2009   |
| 24 | Engetsurin 「円月輪」 - Engetsurin                                       | 14 settembre 2008 | 21 aprile 2009   |
| 25 | I due 「二人」 - Futari                                                  | 21 settembre 2008 | 28 aprile 2009   |
| 26 | Intrecciando i cuori 「心紡いで」 - Kokoro bouide                        | 28 settembre 2008 | 5 maggio 2009    |